# 耐力

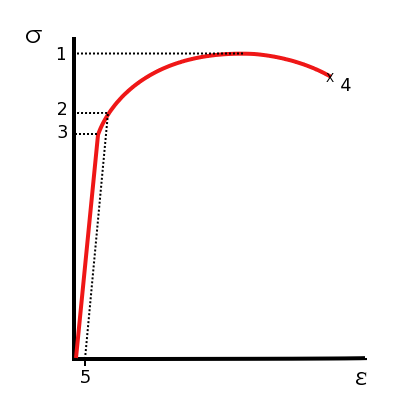
軟鋼やアルミニウムなどでの典型的な応力ひずみ曲線
1. 極限強さ
2. 耐力
3. 比例限度
4. 破壊
5. オフセット量（通常は0.2％)
縦軸のσは応力、横軸のεはひずみ。

耐力（たいりょく、英: proof stress, offset yield strength）とは、その材料が耐えうる力のこと。耐力の値を超えたとき、その材料は塑性変形をはじめる。
材料試験の用語では、明確な降伏点をもたない材料で、ある一定の塑性ひずみを生じる応力をたとえば0.2%耐力などとして、材料の特性を比較するのに用いる。